# János Göröcs
János Göröcs (8. května 1939, Gánt – 23. února 2020) byl maďarský fotbalista. Hrával na pozici záložníka.
S maďarskou reprezentací získal bronzovou medaili na fotbalovém turnaji olympijských her v Římě roku 1960. Hrál též na mistrovství světa v Chile roku 1962. Celkem za národní tým odehrál 62 utkání, v nichž vstřelil 19 branek.
S klubem Dózsa Újpest se stal pětkrát mistrem Maďarska (1959/60, 1969, 1970, 1970/71, 1971/72). V sezóně 1961/62 byl s osmi brankami nejlepším střelcem Poháru vítězů pohárů.
V anketě hledající nejlepšího fotbalistu Evropy Zlatý míč skončil roku 1962 desátý , roku 1960 devatenáctý a roku 1959 třiadvacátý.